# Атаманское (Бурынский район)
Атаманское (укр. Атаманське) — село,
Суховерховский сельский совет,
Бурынский район,
Сумская область,
Украина.
Код КОАТУУ — 5920987002. Население по переписи 2001 года составляло 4 человека .

## Географическое положение
Село Атаманское находится на расстоянии в 2 км от левого берега реки Биж.
На расстоянии в 1 км расположено село Тимофеевка.
Рядом проходит автомобильная дорога Т-2504.